# Moon-sur-Elle
Moon-sur-Elle – miejscowość i gmina we Francji, w regionie Normandia, w departamencie Manche.
Według danych na rok 1990 gminę zamieszkiwały 792 osoby, a gęstość zaludnienia wynosiła 80 osób/km² (wśród 1815 gmin Dolnej Normandii Moon-sur-Elle plasuje się na 288. miejscu pod względem liczby ludności, natomiast pod względem powierzchni na miejscu 514.).